# Der letzte Tag eines Verurteilten (Gemälde)
Der letzte Tag eines Verurteilten, auch Die Armensünderzelle, ist der Titel eines Genrebildes von Mihály von Munkácsy. Das Gemälde entstand 1869 in Düsseldorf. Es zeigt einen zum Tode Verurteilten beim Besuch seiner Familie. Mit ihm errang der Künstler auf dem Salon de Paris des Jahres 1870 eine Goldmedaille und feierte damit seinen künstlerischen Durchbruch.

## Beschreibung und Bedeutung
In einem Kerker sitzt an einem weiß gedeckten Tisch mit Kruzifix und Kerzen ein zum Tode verurteilter Mann mittleren Alters und erhält gerade Besuch von Familienangehörigen. Ein solcher Besuch war im ungarischen Gewohnheitsrecht verankert. Die Kleidung der Angehörigen lässt darauf schließen, dass der Verurteilte und seine Familie aus dem einfachen ungarischen Volk stammen. Unterhalb eines vergitterten Schachtes, aus dem ein wenig Tageslicht in den dunklen Kellerraum fällt, lehnt sich regungslos ein bewaffneter Wachsoldat an einen Pfeiler. Er repräsentiert die damals in Ungarn herrschende österreichische Staatsgewalt. Mit seiner Rechten hält er den Lauf des Gewehrs mit dem langen Dorn des Bajonetts nach oben.
Der Verurteilte blickt auf den Boden und scheint schweren Gedanken anzuhängen, etwa Gedanken an seine bevorstehende Hinrichtung. Als hadere er mit seinem Schicksal, liegt seine rechte Hand zu einer Faust geballt auf dem Tisch. An seinen Stiefeln ist eine schwere Fußkette befestigt. Im Dunkeln, der Fantasie des Betrachters überlassen, bleibt die ihm zur Last gelegte Tat. Einen möglichen historischen Zusammenhang bildet das ungarische Bandenwesen, das von Überfällen auf Reisende lebte. Ein berühmter Räuber dieses Milieus war Sándor Rózsa.
Die Darstellung der Angehörigen reicht über alle Altersstufen, vom Säugling bis zur Greisin. Darin zeigt der Maler ein psychologisierendes Spektrum unterschiedlicher Körperhaltungen und Gesichtsausdrücke. Eine Frau, vielleicht die Ehefrau oder die Mutter des Verurteilten, steht, rücklings zum Betrachter, in der dunklen Ecke neben dem Verurteilten. Sie wendet ihr weinendes Gesicht verzweifelt und schamhaft ab, während die Kinder, die nahe dem Tisch und dem dort Sitzenden stehen, die Situation eher neugierig bestaunen. Ein kleines Mädchen hält nachdenklich inne und scheint kindliche Anteilnahme und Rührung zu zeigen. Die Reaktion der Erwachsenen deutet auf unterschiedliche Regungen hin, auf Gefühle von Mitleid und Trauer, aber auch auf den Ausdruck sozialer Distanzierung und moralischer Ablehnung.
Auf dem schmutzigen Boden steht die verschmähte Henkersmahlzeit. Achtlos fortgeworfen liegt dort auch eine geöffnete Bibel, aus der sich beschädigte Blätter lösen. Im Interesse dramatischer Steigerung bringt der Maler damit Groll und innere Verzweiflung des Verurteilten sowie dessen gebrochenes Verhältnis zur Gesellschaft sowie zum Glauben an ein Leben im Jenseits zum Ausdruck.
Die Gesamtszene ist wie ein Bühnenbild arrangiert und von scharfen Hell-Dunkel-Kontrasten geprägt.

## Entstehung

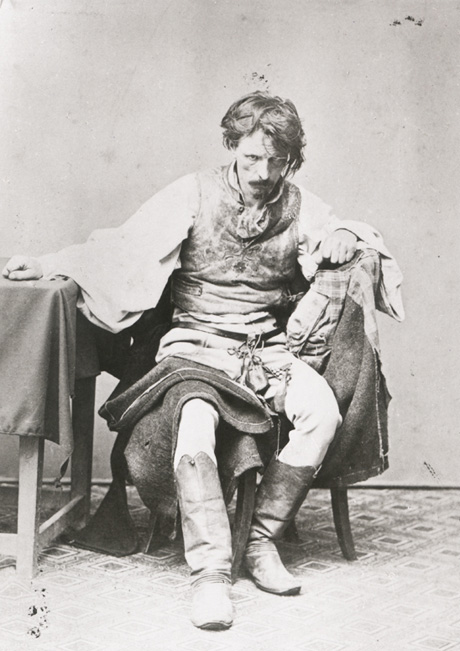
Fotografie eines Mannes als Studie zum Bild, um 1869

Durch Erfahrungen in der eigenen Kindheit lernte Munkácsy das Motiv des Kerkers und der Verurteilung  bereits kennen: Als Teilnehmer der Ungarischen Revolution wurde sein Vater mit Kerker bestraft. Dies hatte für den Vierjährigen zur Folge, dass seine erwerbslose Mutter, er und seine Brüder bei seinem Onkel leben mussten.
Durch einen Besuch der Pariser Weltausstellung 1867 kam Munkácsy mit dem französischen Realismus in Berührung, insbesondere mit der Malerei von Gustave Courbet.
Ab 1868 studierte er bei Ludwig Knaus und Benjamin Vautier die Düsseldorfer Genremalerei. Deren psychologisierende Darstellung von Typen unterschiedlichen Alters und Charakters, die in der Tradition der Malerei von Johann Peter Hasenclever steht und etwa in Knaus’ Der Taschenspieler in der Scheune (1862) in Vautiers Dorfkirche mit Andächtigen (1858) zum Ausdruck kommt, übernahm er in seiner Gefängnisszene. Das Motiv, an dem er gegen den ausdrücklichen Rat und die anfängliche Skepsis von Knaus arbeitete, wurde in Studien sorgfältig entwickelt. Um die Figuren möglichst originalgetreu darzustellen, ließ er sich Volkstrachten aus der Gegend der ungarischen Stadt Békéscsaba kommen. Zur Erarbeitung der Komposition und des Ausdrucks der Figuren kam auch das Mittel der Fotografie eines Aktmodells, das in einem lebenden Bild abgelichtet wurde, zum Einsatz.

## Provenienz und Rezeption

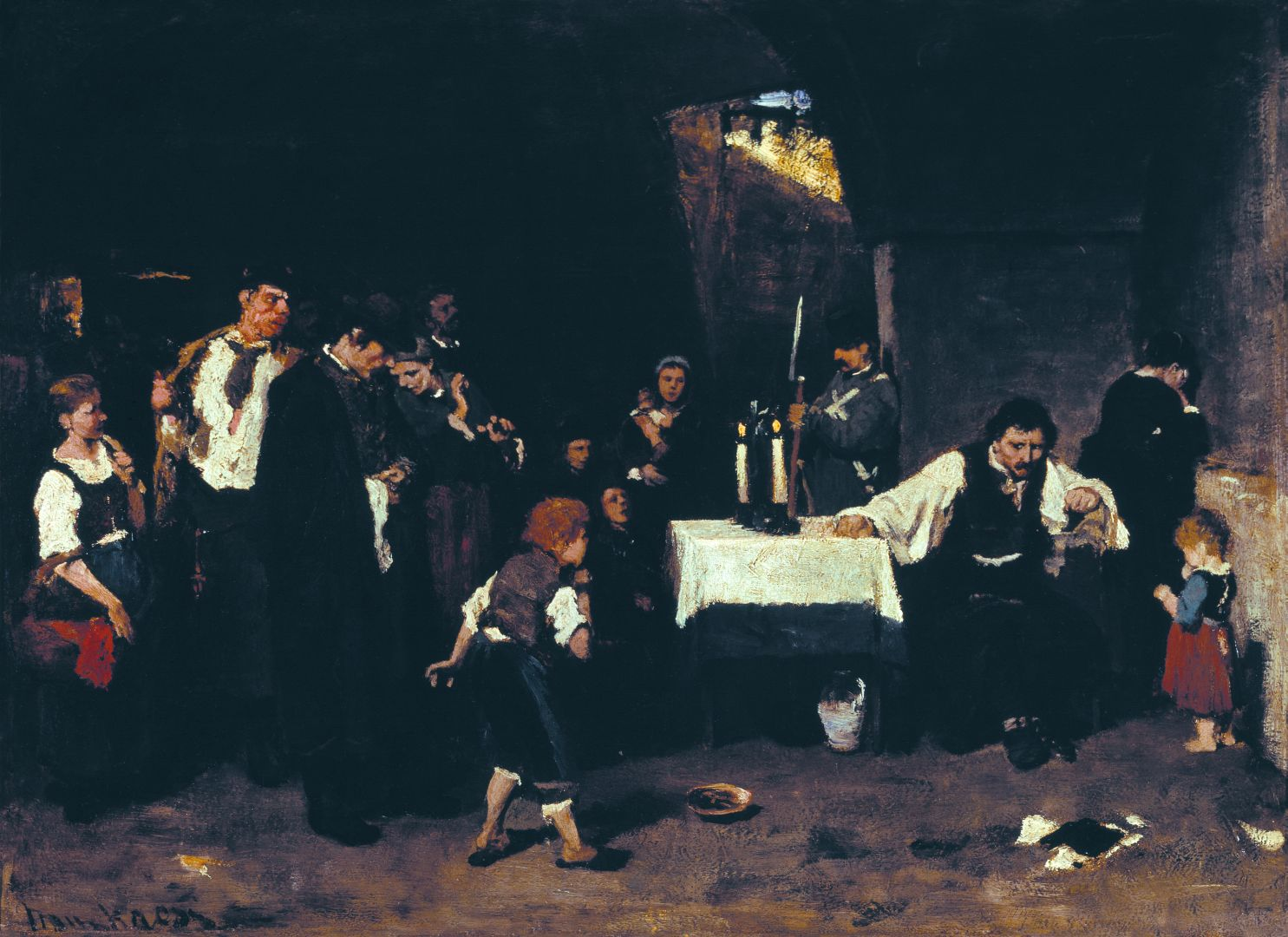
Der letzte Tag des Verurteilten, Studie von 1869, Von der Heydt-Museum

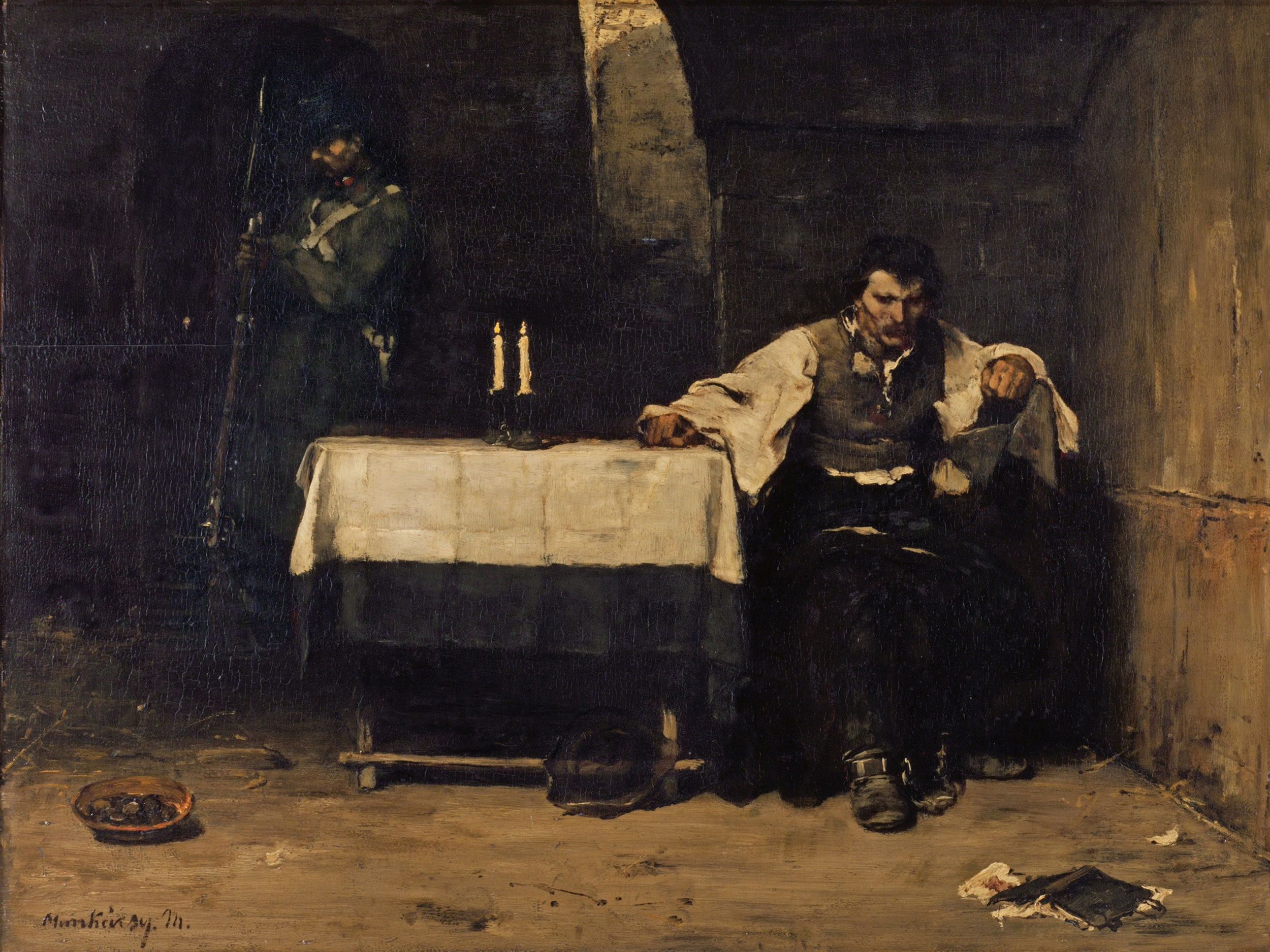
Der letzte Tag des Verurteilten, überarbeitete Komposition um 1872, Frye Art Museum

Das Gemälde wurde 1869 in dem Kunstsalon F. G. Conzen in Düsseldorf ausgestellt, dann auf dem Salon de Paris des Jahres 1870. Dort zeichnete man es mit einer Goldmedaille aus, wodurch Munkácsy auf einen Schlag berühmt wurde. Das Pariser Kunstpublikum soll sich vor dem Bild gedrängt haben. Durch den Bildtitel wurde es an den bekannten gleichnamigen Roman von Victor Hugo erinnert. Vielfach wurde das Motiv als exotische Schilderung ungarischen Volkslebens rezipiert und der Verurteilte als Repräsentant eines ungarischen Nationalcharakters. Théophile Gautier und Jules-Antoine Castagnary, führende Kritiker der Zeit, waren von dem Gemälde besonders begeistert, weil sie darin das Engagement des Malers für einen der Öffentlichkeit unbekannten Menschen sahen.
Munkácsy verkaufte das Bild – noch vor der Ausstellung im Salon – an den US-amerikanischen Geschäftsmann und Kunstsammler William P. Wilstach (≈1816–1870) aus Philadelphia, der dabei seinerseits der Empfehlung eines Künstlers aus Baltimore folgte, welcher auf Munkácsys Talent aufmerksam geworden war. Zur öffentlichen Ausstellung gelangte es im Philadelphia Museum of Art, wo es 1946 noch hing.   Der Kunsthändler Charles Sedelmeyer ließ davon durch Paul Jonnard (1840–1902) einen Holzstich fertigen. Als bedeutendes Werk der ungarischen Genremalerei des 19. Jahrhunderts wurde das Gemälde 1965 von der Ungarischen Nationalgalerie erworben. Seither ist es dort permanent ausgestellt.
Von dem Werk existieren zahlreiche Vorarbeiten und Varianten, eine davon in der Sammlung des Von der Heydt-Museums Wuppertal. Um 1872 malte Munkácsy das Bild in einer überarbeiteten Komposition mit nur zwei Figuren, dem Verurteilten und seinem Bewacher. 1883 schuf Ludwig Lanckow eine Kopie der 1. Fassung. Vier Studien, die Munkácsy zur Erarbeitung des Gemäldes geschaffen hatte, erwarb Tasziló Almássy, ein Malerfreund, der ebenfalls in Düsseldorf Malerei studiert hatte.